# Blood in the Water
Blood in the Water è il quattordicesimo album in studio del gruppo musicale statunitense Flotsam and Jetsam, pubblicato nel 2021 dalla AFM Records.

## Tracce
1. Blood in the Water
2. Burn the Sky
3. Brace for Impact
4. A Place to Die
5. The Walls
6. Cry for the Dead
7. The Wicked Hour
8. Too Many Lives
9. Grey Dragon
10. Reaggression
11. Undone
12. Seven Seconds 'til the End of the World

## Formazione
- Steve Conley - chitarra
- Eric "A.K." Knutson - voce
- Michael Gilbert - chitarra
- Bill Bodily - basso
- Ken Mary - batteria